# Adolph Woermann

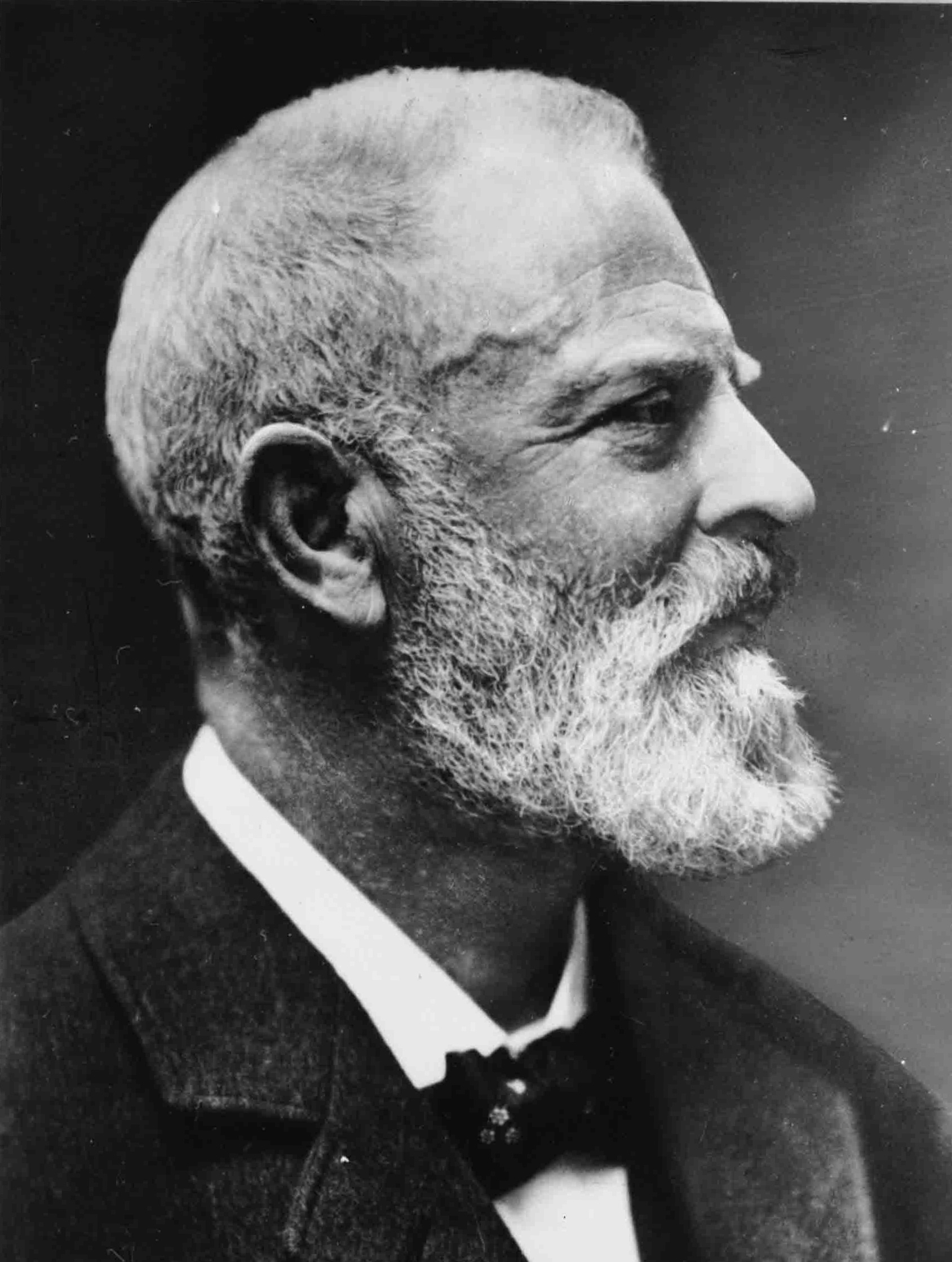
Adolph Woermann.

Adolph Woermann, född 10 december 1847 i Hamburg, död där 3 maj 1911, var en tysk köpman, redare och kolonialpolitiker. Han var bror till Karl Woermann.
Woermann studerade i sin ungdom handelsförhållanden under vidsträckta resor i Amerika och Östasien, var 1871–72 anställd vid sin fars faktorier i Liberia och ingick 1874 som delägare i dennes firma (Carl Woermann), vars ledning han 1880 övertog. Han utvecklade firmans rederiverksamhet i hög grad (Woermann-Linie) och förvärvade i förening med firman Jantzen & Thormählen 1884 Kamerunområdet, där firman Woermann haft faktorier från 1868, genom fördrag med några afrikanska stammar, varpå de samma år överlät sina höghetsrättigheter på Tyska riket. Woermann var 1884–90 ledamot av tyska riksdagen, där han tillhörde det nationalliberala partiet.